# Walker-Dyson-Syndrom
Das Walker-Dyson-Syndrom ist eine sehr seltene angeborene Erkrankung mit den Hauptmerkmalen Aniridie und Geistige Behinderung.
Synonyme sind: Aniridie – geistige Retardierung
Die Namensbezeichnung bezieht sich auf die Autoren der Erstbeschreibung aus dem Jahre 1974 durch F. A. Walker und C. Dyson.

## Verbreitung
Die Häufigkeit wird mit unter 1 zu 1.000.000 angegeben, die Vererbung erfolgt autosomal-dominant. Bislang wurde das Syndrom in einer Familie beschrieben. Die Ursache ist bislang nicht bekannt.

## Klinische Erscheinungen
Klinische Kriterien sind:
- leichte geistige Behinderung
- Aniridie
- Linsenluxation
- Sehnerv-Hypoplasie
- Katarakt